# Google Alerts
Google Alerts of Google Meldingen is een gratis service van Google. Met Google Alerts is het mogelijk om nieuwsberichten automatisch doorgestuurd te krijgen naar een opgegeven e-mailadres. De service maakt gebruik van ongeveer 400 nieuwsbronnen (waaronder websites van kranten en vakbladen) die continu afgescand worden. Een voorbeeld van de Alerts is te vinden via https://news.google.com/.
Met Google Alert is het mogelijk om een melding te ontvangen wanneer er nieuwe informatie over het opgegeven zoekwoord is. Er wordt dan een melding gestuurd naar een opgegeven e-mailadres. Er kunnen meldingen gemaakt worden voor het internet, Google Nieuws, en Google Groups.
De frequentie van de melding kan worden opgegeven, bijvoorbeeld dagelijks of eens per week.